# 추경호
추경호(秋慶鎬, 1960년 음력 7월 29일~)는 대한민국의 경제 관료, 정치인이다. 제6대 경제부총리 겸 기획재정부 장관이다.

## 생애
1960년 경상북도 달성군 다사면에서 아버지 추교석(秋敎奭, 1922. 7. 28.~?)과 어머니 이향희(李香希, 1928. 10. 30.~?) 사이의 3남 2녀 중 셋째 아들로 태어났다. 
평리중학교, 계성고등학교를 졸업하고, 고려대학교에서 경영학 학사 학위를 취득하였다. 이후 미국 오리건 대학교 대학원에서 경제학 석사 학위를 취득하였다.

### 경제 관료
1981년 제25회 행정고시에 합격하여 공직에 입성했다. 1983년 총무청 수습사무관과 환경청을 거쳐 1987년부터 경제기획원에서 경력을 쌓았다.
1987년부터 경제기획원 경제기획국, 물가정책국, 대외경제조정실 사무관을 거쳤고 1993년부터 경제기획원 경제기획국 사회개발계획과, 경제홍보과, 지역과에서 일했다.
1996년 재정경제원 경제정책국 종합정책과 서기관을 지냈다. 그 뒤 세계은행 시니어 이코노미스트로 전문가 활동을 하다가 2002년 재정경제부로 돌아와 기획관리실에서 8개월간 일했다. 이후 금융정책국 은행제도과장과 금융정책과장 등 금융분야 핵심보직을 섭렵했다.
2006년부터 2009년까지 한국대표로 프랑스 파리 경제협력개발기구(OECD)로 파견을 나갔다.
이후 금융위원회 금융정책국장을 거쳐 2010년 대통령 경제금융비서관으로 주요 20개국(G20) 정상회의를 개최하는데 일조했다. 2011년부터 금융위원회 부위원장을 역임했다.
2013년 기획재정부 제1차관으로 활동했다. 
2014년 7월 국무조정실장에 임명되었다.

### 정계 활동
2016년 새누리당 후보로 공천을 받아 출마하여 제20대 국회의원에 선출되었고, 2020년에는 자유한국당 후보로 출마하여 제21대 국회의원에 재선출되었다.
2022년 5월부터 2023년 12월까지 제6대 경제부총리 겸 기획재정부 장관을 지냈다.
2024년 제22대 국회의원 선출되면서 3선 의원이 되었다. 2024년 5월부터 국민의힘의 원내대표를 맡았고, 2024년 6월 민주당의 상임위원회 독식을 막지 못한 것을 들며 사의를 표명했지만 의원들의 재신임으로 반려되었다. 2024년 12월 윤석열 대통령 탄핵소추가 국회 본회의에 상정된 것을 계기로 다시 한번 사의를 표명했지만, 다시 의원들이 재신임으로 반려되었다. 12월 7일 원내대표에서 물러났다.

## 학력
- 대구수창국민학교 졸업
- 1973년~1976년: 평리중학교 졸업
- 1976년~1979년: 계성고등학교 졸업
- 1979년~1983년: 고려대학교 경영학 학사
- 1991년~1993년: 오리건 대학교 대학원 경제학 석사

## 경력
- 1981년: 제25회 행정고시 합격
- 1983년 3월: 총무처, 환경청 사무관
- 1987년 9월: 경제기획원 경제기획국, 물가정책국, 대외경제조정실 사무관
- 1993년 2월: 경제기획원 경제기획국 사회개발계획과, 경제홍보과, 지역과
- 1996년 2월: 재정경제원 경제정책국 종합정책과 서기관
- 1998년 1월: 김대중 대통령직인수위원회 인수위원
- 1998년 3월: 대통령비서실 경제수석실 과장
- 1998년 3월: 대통령비서실 정책기획수석실 과장
- 1999년 6월: 세계은행(IBRD) 시니어 이코노미스트
- 2002년 7월: 재정경제부 기획관리실 행정법무담당관
- 2003년 3월: 재정경제부 금융정책국 은행제도과장
- 2005년 12월~2005년 10월: 재정경제부 금융정책국 금융정책과장
- 2005년 10월~2006년 8월: 재정경제부 금융정책국 금융정책 과장(부이사관)
- 2006년 8월: 경제협력개발기구(OECD) 한국대표부 공사참사관
- 2009년 3월: 금융위원회 금융정책국장
- 2010년 5월: 대통령실 경제금융비서관, 비상경제상황실장
- 2011년 9월~2013년 3월: 제4대 금융위원회 부위원장
- 2013년 3월~2014년 7월: 기획재정부 제1차관
- 2014년 7월~2016년 1월: 국무조정실장
- 2015년 9월~2016년 1월: 제2기 지방자치발전위원회 위원
- 2016년 4월 13일: 대한민국 제20대 국회의원 선거 당선(대구 달성군, 새누리당, 초선)
- 2016년 5월~2017년 2월: 새누리당 대구광역시당 달성군 당원협의회 위원장
- 2016년 6월: 새누리당 일자리특별위원회 부위원장
- 2016년 8월: 새누리당 전기요금 당정 태스크포스 위원
- 2016년 9월: 새누리당 저출산고령화대책 특별위원회 위원
- 2016년 9월: 새누리당 국민공감전략위원회 위원
- 2016년 12월: 새누리당 정책개발단 위원
- 2016년 12월: 새누리당 재창당혁신추진테스크포스 위원
- 2016년 12월~2017년 2월: 새누리당 정책위원회 부의장
- 2017년~2018년 6월: 자유한국당 정책위원회 기획재정 정책조정위원장
- 2017년 1월: 새누리당 민생경제점검단
- 2017년 2월~2018년 2월: 자유한국당 대구광역시당 달성군 당원협의회 위원장
- 2017년 2월~2018년 12월: 자유한국당 경제정책위원장 겸 정책위원회 부의장
- 2017년 3월~2017년 5월: 자유한국당 대선기획단 정책 부본부장
- 2017년 3월~2017년 7월: 여의도연구원 원장
- 2017년 6월: 자유한국당 민생A/S센터 신성장분과위원회 위원장
- 2017년 9월: 자유한국당 소상공인특별위원회 위원
- 2018년 1월~2018년 5월: 자유한국당 혁신위원회 경제정책 분과위원장
- 2018년 1월: 자유한국당 가상화폐대책TF 위원장
- 2018년 2월~2018년 5월: 자유한국당 지방선거총괄기획단 지방선거기획본부 공약소위 위원
- 2018년 3월~2018년 6월: 자유한국당 제7회 전국동시지방선거 공약개발단 경제정책혁신단 단장
- 2018년 5월 23일~2018년 6월: 제7회 전국동시지방선거 자유한국당 대구광역시당 공동선거대책위원회 직능본부 본부장
- 2018년 12월~2020년 2월: 자유한국당 대구광역시당 달성군 당원협의회 위원장
- 2018년 12월: 자유한국당 경제정책위원장 겸 정책위원회 부의장
- 2018년 12월~2020년 2월: 자유한국당 정책조정위원회 제3정조정위원회(기재·정무·예결) 위원장
- 2019년 3월~2019년 12월: 자유한국당 전략기획부총장
- 2019년 3월~2019년 5월: 자유한국당 文정권 경제실정백서특별위원회 위원
- 2019년 6월~2019년 9월: 자유한국당 2020 경제대전환 위원회 활기찬 시장경제 분과위원
- 2019년 6월~2019년 9월: 자유한국당 2020 경제대전환 위원회 자유로운 노동시장 분과위원
- 2019년 6월~2019년 9월: 자유한국당 2020 경제대전환 위원회 총괄·비전 2020 위원
- 2019년 6월: 자유한국당 사무총장(권한대행)
- 2019년 7월: 자유한국당 미디어특별위원회 위원
- 2019년 7월: 자유한국당 日수출규제 대책 특별위원회 위원
- 2019년 9월: 자유한국당 조직강화특별위원회 위원
- 2019년 11월: 제21대 국회의원 선거 자유한국당 총선기획단 간사
- 2020년 1월~2020년 2월: 자유한국당 제21대 국회의원 선거 공약개발단 3정책조정위원회 기재·정무·예결 공약 총괄팀장
- 2020년 2월~2020년 9월: 미래통합당 대구광역시당 달성군 당원협의회 위원장
- 2020년 2월~2020년 5월: 미래통합당 정책조정위원회 제3정조정위원회(기재·정무·예결) 위원장
- 2020년 3월~2020년 4월: 미래통합당 대구광역시당 제21대 국회의원 선거 선거대책위원회 민생경제위기극복본부장
- 2020년 4월 15일: 대한민국 제21대 국회의원 선거 당선(대구 달성군, 미래통합당, 재선)
- 2020년 5월~2020년 9월: 미래통합당 제1정책위부의장(경제)
- 2020년 9월~2021년 6월: 국민의힘 정책위원회 부의장
- 2020년 9월: 국민의힘 호남 동행 국회의원 발대식 명예의원(전라북도 전주시)
- 2020년 9월: 국민의힘 국민통합위원회 부위원장
- 2020년 9월~: 국민의힘 대구광역시당 달성군 당원협의회 위원장
- 2020년 10월: 국민의힘 정책위원회 정부정책 감시 특별위원회 위원
- 2020년 10월~2021년 6월: 국민의힘 인재영입위원회 부위원장
- 2020년 12월~2021년 3월: 국민의힘 2021년 재보궐선거 공약개발단 기획조정단 부단장
- 2020년 12월: 국민의힘 노동혁신특별위원회 위원
- 2021년 3월~2021년 4월: 국민의힘 2021년 재보궐선거 중앙선거대책위원회 공약개발본부장
- 2021년 5월~2022년 3월: 국민의힘 원내수석부대표
- 2021년 5월~2021년 6월: 국민의힘 전당대회 준비위원회 위원
- 2021년 7월~2022년 5월: 국민의힘 대구광역시당
- 2021년 8월: 국민의힘 국회부의장 및 상임위원장 선출 선거관리위원회 위원장
- 2021년 12월~2022년 1월: 국민의힘 선거대책위원회 중앙선거대책위원회 원내대책단장
- 2021년 12월~2022년 3월: 국민의힘 대구를 살리는 선거대책위원회 선거대책위원장단 공동선거대책위원장 겸 총괄선거대책본부장
- 2022년 3월~2022년 5월: 제20대 대통령직인수위원회 기획조정분과위원회 간사 겸 인수위원
- 2022년 5월~2023년 12월: 제6대 경제부총리 겸 기획재정부 장관
- 2022년 5월~2022년 5월: 국무총리 직무대행
- 2022년 5월~2023년 7월: 대통령직속 국가균형발전위원회 당연직위원
- 2022년 5월~2023년 12월: 대통령 직속 국가지식재산위원회 당연직 위원
- 2022년 5월~2023년 12월: 대통령 직속 4차산업혁명위원회 정부위원
- 2022년 5월~2023년 12월: 대통령 직속 저출산고령사회위원회 정부위원
- 2022년 5월~2023년 12월: 2050 탄소중립녹색성장위원회 당연직 위원
- 2022년 7월~2023년 12월: 경제 규제혁신 태스크포스 팀장
- 2022년 7월~2023년 12월: 국민통합위원회 당연직 위원
- 2022년 7월~2023년 12월: 디지털플랫폼정부위원회 당연직 위원
- 2022년 12월~2023년 12월: 저출산고령사회위원회 정부위원
- 2023년 7월~2023년 12월: 대통령 직속 지방시대위원회 당연직위원
- 국민경제자문회의 당연직위원
- 2024년 3월~2024년 4월: 국민의힘 제22대 국회의원 선거 중앙선거대책위원회 산하 민생경제특별위원회 위원장
- 2024년 3월~2024년 4월: 제22대 국회의원 선거 국민의힘 대구선거대책위원회 공동선거대책위원장
- 2024년 4월 10일: 대한민국 제22대 국회의원 선거 당선(대구 달성군, 국민의힘, 3선)
- 2024년 5월~2024년 12월: 국민의힘 원내대표
- 2024년 5월~2024년 7월: 국민의힘 비상대책위원
- 2024년 12월~: 국민의힘 제주공항 여객기 사고 수습 TF 위원
- 2025년 5월~2025년 6월: 제21대 대통령 선거 국민의힘 김문수 대통령 후보 직속 5개위원회 경제민생특별위원장
- 2025년 5월~2025년 6월: 제21대 대통령 선거 국민의힘 김문수 대통령 후보 대구 선거대책위원회 공동선거대책위원장
- 2025년 5월~2025년 6월: 제21대 대통령 선거 국민의힘 김문수 대통령 후보 직속 김문수 진짜경제팀 경제비전총괄위원장

### 의정 활동
- 2016년 5월 30일~2020년 5월 29일: 제20대 국회의원 (대구 달성군, 새누리당→자유한국당→미래통합당, 초선)
  - 2016년 6월~2017년 1월: 제20대 국회 전반기 기획재정위원회 위원
  - 2016년 6월: 제20대 국회 전반기 예산결산특별위원회 위원
  - 2016년 7월: 제20대 국회 전반기 기획재정위원회 조세소위원회 위원
  - 2016년 7월~2018년 5월: 제20대 국회 전반기 기획재정위원회 경제재정소위원회 위원
  - 2016년 9월~2017년 6월: 제20대 국회 미래일자리특별위원회 위원
  - 2017년 1월~2018년 5월: 제20대 국회 전반기 기획재정위원회 간사
  - 2017년 2월~2018년 5월: 제20대 국회 기획재정위원회 조세소위원회 위원장
  - 2017년 12월~2018년 5월: 제20대 국회 4차 산업혁명특별위원회 위원
  - 2018년 7월: 제20대 국회 후반기 기획재정위원회 위원
  - 2018년 7월~2020년 5월: 제20대 국회 후반기 기획재정위원회 간사
  - 2018년 10월~2019년 6월: 20대 국회 후반기 남북경제협력특별위원회 간사
- 2020년 5월 30일~2024년 5월 29일: 제21대 국회의원 (대구 달성군, 미래통합당→국민의힘, 재선)
  - 2020년 7월~2020년 8월: 제21대 국회 전반기 예산결산특별위원회 위원
  - 2020년 7월~2024년 5월: 혁신 4.0 연구포럼 구성의원
  - 2020년 7월~2024년 5월: 국회 신성장산업포럼 구성의원
  - 2020년 7월~2024년 5월: 전환기 한국경제 포럼 대표의원
  - 2020년 7월~2022년 4월: 제21대 국회 전반기 기획재정위원회 위원
  - 2020년 8월~2022년 4월: 제21대 국회 전반기 기획재정위원회 조세소위원회 위원
  - 2020년 8월~2021년 5월: 제21대 국회 전반기 예산결산특별위원회 간사
  - 2020년 8월~2021년 5월: 제21대 국회 전반기 예산결산특별위원회 결산심사소위원회 위원장
  - 2021년 5월~2021년 11월: 제21대 국회 전반기 윤리특별위원회 위원
  - 2021년 6월~2021년 6월: 제21대 국회 전반기 운영위원회 위원
  - 2021년 8월~2022년 3월: 제21대 국회 전반기 운영위원회 간사
  - 2021년 8월~2022년 3월: 제21대 국회 전반기 운영위원회 국회운영개선소위원회 위원
  - 2021년 8월~2022년 3월: 제21대 국회 전반기 운영위원회 예산결산심사소위원회 위원장
  - 2021년 11월~2022년 3월: 제21대 국회 전반기 윤리특별위원회 간사
  - 2022년 4월~2022년 5월: 제21대 국회 전반기 산업통상자원중소벤처기업위원회 위원
  - 2022년 5월~2022년 6월: 제21대 국회 전반기 행정안전위원회 위원
  - 2022년 7월~2022년 8월: 제21대 국회 후반기 보건복지위원회 위원
  - 2022년 8월~2023년 7월: 제21대 국회 후반기 과학기술정보방송통신위원회 위원
  - 2023년 7월~2024년 5월: 제21대 국회 후반기 교육위원회 위원
- 2024년 5월 30일~: 제22대 국회의원 (대구 달성군, 국민의힘, 3선)
  - 2024년 6월~2025년 5월: 제22대 국회 전반기 보건복지위원회 위원
  - 2024년 6월~2024년 12월: 제22대 국회 전반기 국회운영위원회 위원
  - 2024년 6월~2024년 12월: 제22대 국회 전반기 정보위원회 위원
    - 제22대 국회 전반기 정보위원회 청원심사소위원회 위원

  - 2040 순풍(順風) 포럼 구성의원
  - 2025년 5월~: 제22대 국회 전반기 정무위원회 위원

## 상훈
2014년 12월 고려대학교 경영대학 교우회가 주관하는 ‘올해의 교우상’을 받았다. 이 상은 1980년부터 고려대 경영대 교우회가 각 부문 특성에 맞춰 뛰어난 동문에게 수여하고 있는데 노블리스 오블리제를 실천하는 품성과 덕망도 함께 평가하는 것으로 전해졌다.

## 어록
- "선택과 집중으로 녹색산업에 대한 금융지원의 효과성을 제고해야 한다. 녹색금융의 저변이 확대됐음에도 성장성에 대한 시장의 확신 부족에 따라 민간참여가 아직까지 소극적이다. 정부와 민간의 적절한 역할배분이 중요하다.“(2012/09/21 서울 플라자호텔에서 열린 ‘2012 글로벌 그린성장 포럼’에서)
- "규제기요틴은 경제혁신을 가로막거나 시장원리에 맞지 않는 비효율적이고 불합리한 규제를 단기간에 집중적으로 개선해 나가는 강도 높은 규제개혁 방식이다. 이번 건의과제들에 대해 정부는 규제기요틴 이름에 맞게 그 어느 때보다도 속도감있게 전향적인 자세로 과제들을 검토했다." (2014/12/28 규제기요틴 민관합동 회의에서)
- "각 기관에서 공공, 민생, 경제·금융 분야 등 3대 분야에서 우선 추진할 과제를 선정하고, 즉시 실행할 수 있는 실천방안을 마련해달라. 부정부패는 단호하게 척결해가되 비리의 환부만을 정확히 찾아 제거함으로써 정상적인 기업활동이 위축되는 일이 없도록 특별히 유념해달라. "(2015/03/20 서울청사에서 추 실장의 주재로 열린 부정부채 척결 관계 차관회의에서)
- “높은 기술력과 뛰어난 아이디어로 무장한 중견기업은 우리 경제의 든든한 허리이자 희망이다. 일자리 창출을 위해 중견기업의 성장이 필수적인 만큼 정부에서도 중견기업의 성장 걸림돌을 제거하고 글로벌 전문기업으로 커 나갈수 있도록 불합리한 규제들을 적극적으로 해소하겠다.” (2015/04/20 한국중견기업연합회와 규제개혁간담회를 열고)

## 평가
청와대 경제금융비서관 시절 국제경제에 대한 높은 전문성을 바탕으로 주요 20개국(G20) 정상회의가 성공적으로 개최되는 데 상당한 역할을 한 것으로 알려졌다. 물가와 경제, 금융정책 부문에서 오래 근무한 덕에 실물경제와 금융 양 부문에 대한 전문성과 이해도가 뛰어나다. 꼼꼼하고 업무추진력이 강하다는 평을 듣는다.
직원들 사이에서 덕장의 리더십을 갖췄다는 평가를 받는다. 선배는 물론 후배들로부터도 신망이 두터운 것으로 알려졌다. 대내외 소통에도 적극적이며 언론 친화적이란 평가도 받고 있다.
2005년 은행제도과장으로 재직할 때 재정부 직원들이 뽑은 ‘가장 닮고 싶은 상사’에 선정되기도 했다.

## 가족
부인 김희경 사이에서 딸만 2명을 두었다.

## 역대 선거 결과
|  | 48.07% |

|  | 67.33% |

|  | 75.31% |

## 소속 정당
| 소속 정당 | 소속 정당  | 소속 기간 | 비고      |
| --------- | ---------- | --------- | --------- |
|           | 새누리당   | 2016~2017 | 정계 입문 |
|           | 자유한국당 | 2017~2020 | 당명 변경 |
|           | 미래통합당 | 2020      | 합당      |
|           | 국민의힘   | 2020~현재 | 당명 변경 |

## 같이 보기
- 달성군 (1996년 선거구)
- 대구 달성군의 국회의원
- 대한민국의 금융위원회 부위원장
- 대한민국의 기획재정부 차관
- 대한민국의 국무조정실장
- 대한민국의 경제부총리
- 대한민국의 국무총리
- 대한민국의 기획재정부 장관